# Alliopsis obesa
Alliopsis obesa este o specie de muște din genul Alliopsis, familia Anthomyiidae, descrisă de Malloch în anul 1919. Conform Catalogue of Life specia Alliopsis obesa nu are subspecii cunoscute.